# Terrazzo

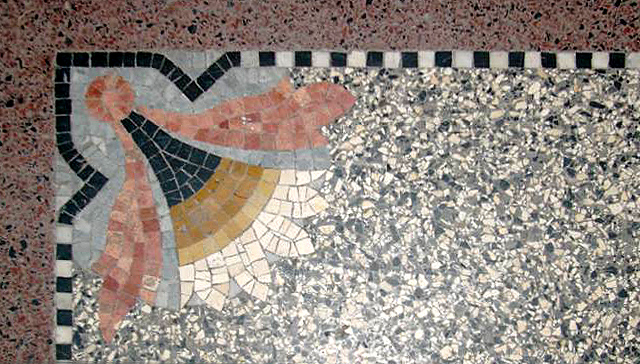
Detail eines echten Terrazzo-Fußbodens

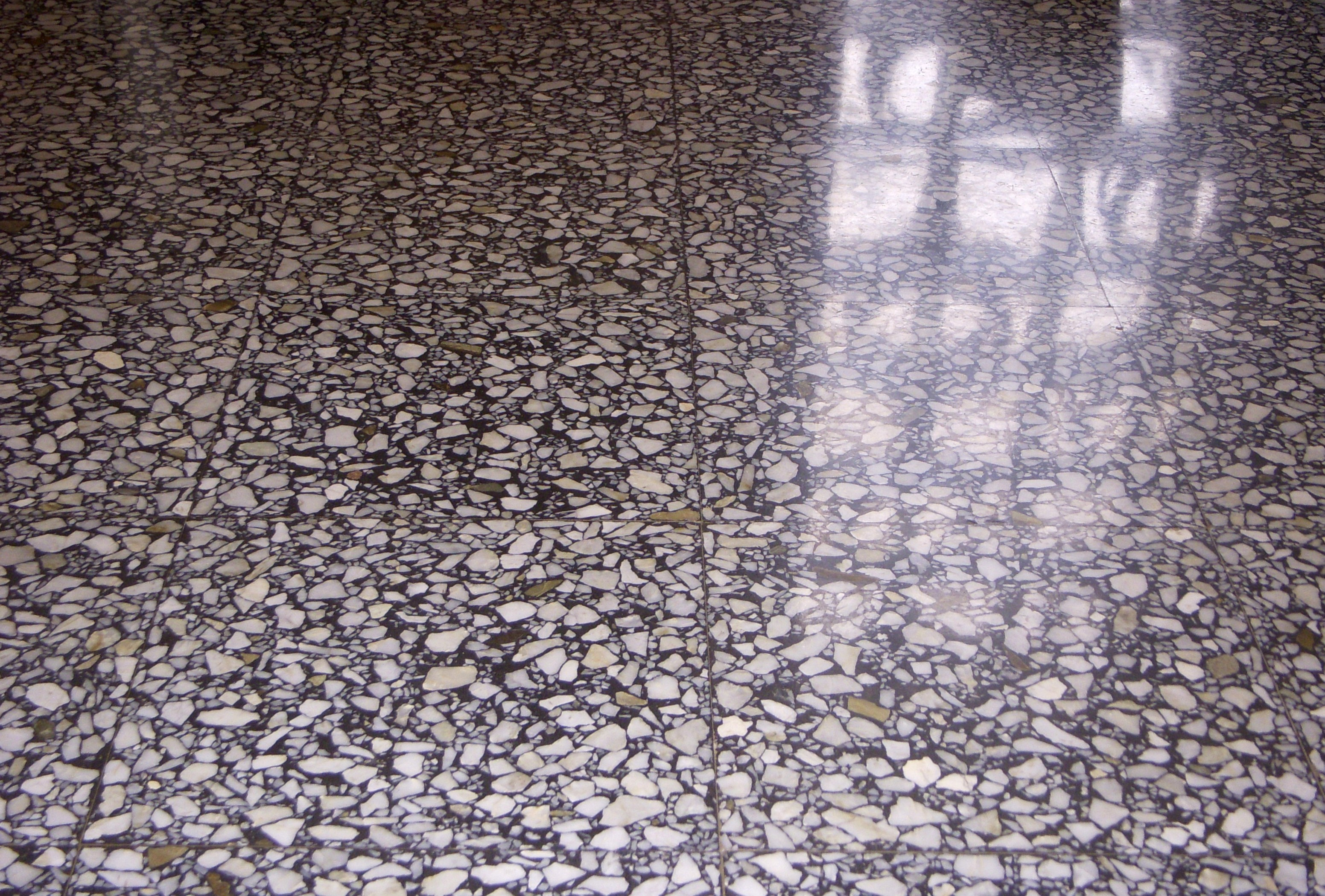
Moderne Betonwerksteine mit dunkel eingefärbtem Zement und hellem Kies, häufig als „Terrazzo-Platten“ bezeichnet

Terrazzo ist die Bezeichnung für einen bereits seit der Antike bekannten mineralischen Bodenbelag. Farblich ausgewählte Zuschlagstoffe werden mit Wasser, Pigmenten und Bindemitteln wie Kalk und Zement vermischt und wie ein Estrich auf den Unterboden aufgetragen. Nach dem Aushärten wird der Mörtel geschliffen und gegebenenfalls nach dem Auftragen von Wachsen und anderen Stoffen poliert, um eine glänzende Oberfläche zu erzielen.
Die Herstellung von Terrazzo-Böden ist in Deutschland durch DIN 18500-1 geregelt.
„Terrazzo-Platten“ sind moderne Betonwerksteine, die industriell als Formatplatte mit fertig geschliffener Oberfläche hergestellt und vor Ort in einem Mörtelbett verlegt werden. Muster und Farbe von Terrazzo-Platten entsprechen häufig dem traditionellen Estrich. Die typische fugenlose Oberfläche von historischem Estrich mit umlaufendem dekorativem Fries lässt sich mit Terrazzo-Platten jedoch nicht erreichen. „Vor Ort“ hergestellter und fugenlos gegossener Terrazzo, wie er bis Mitte des 20. Jahrhunderts üblich war, wird auch als „Ortsterrazzo“ oder „Guss-Terrazzo“ bezeichnet.

## Geschichte

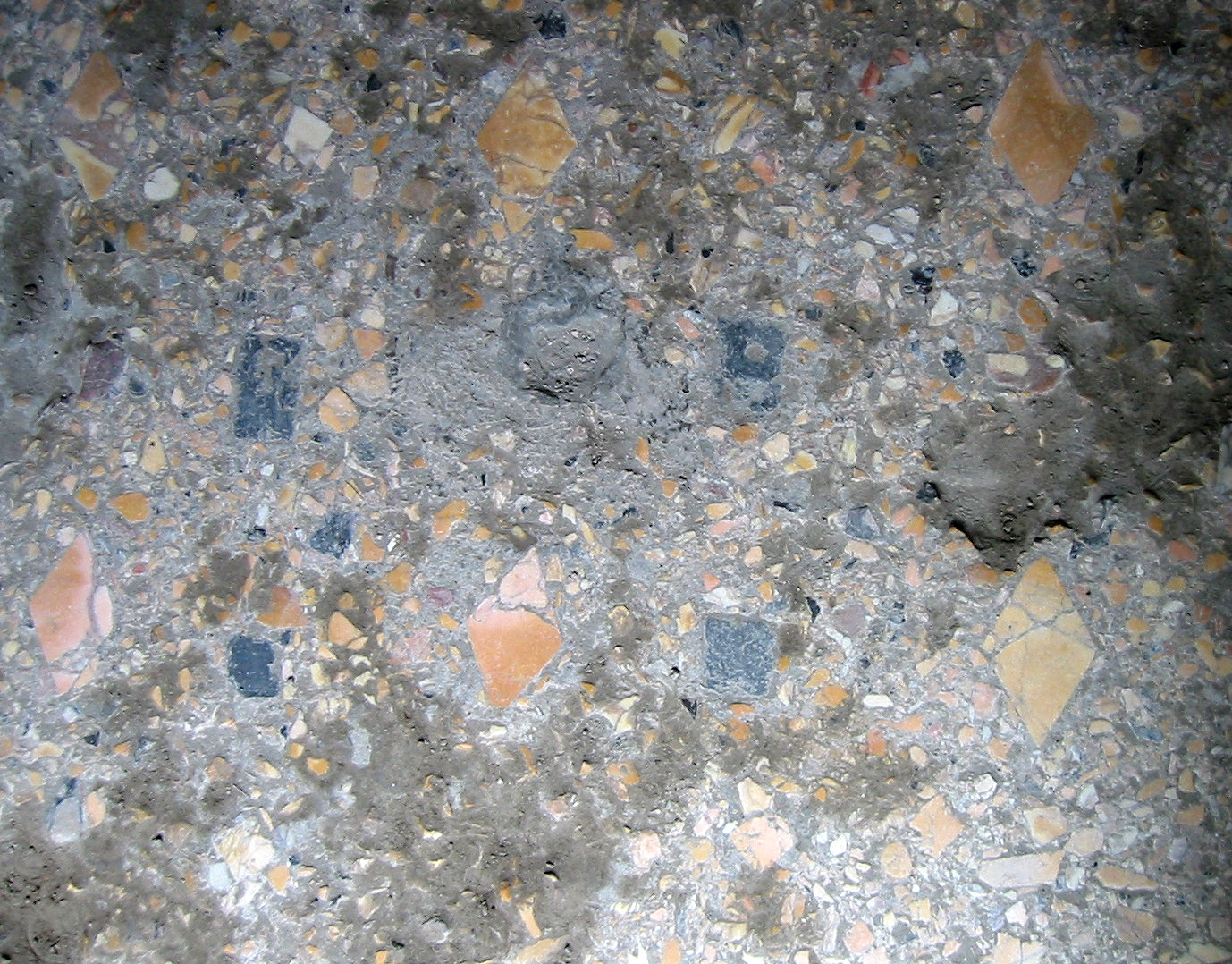
Terrazzoboden in einem Haus im antiken Herculaneum

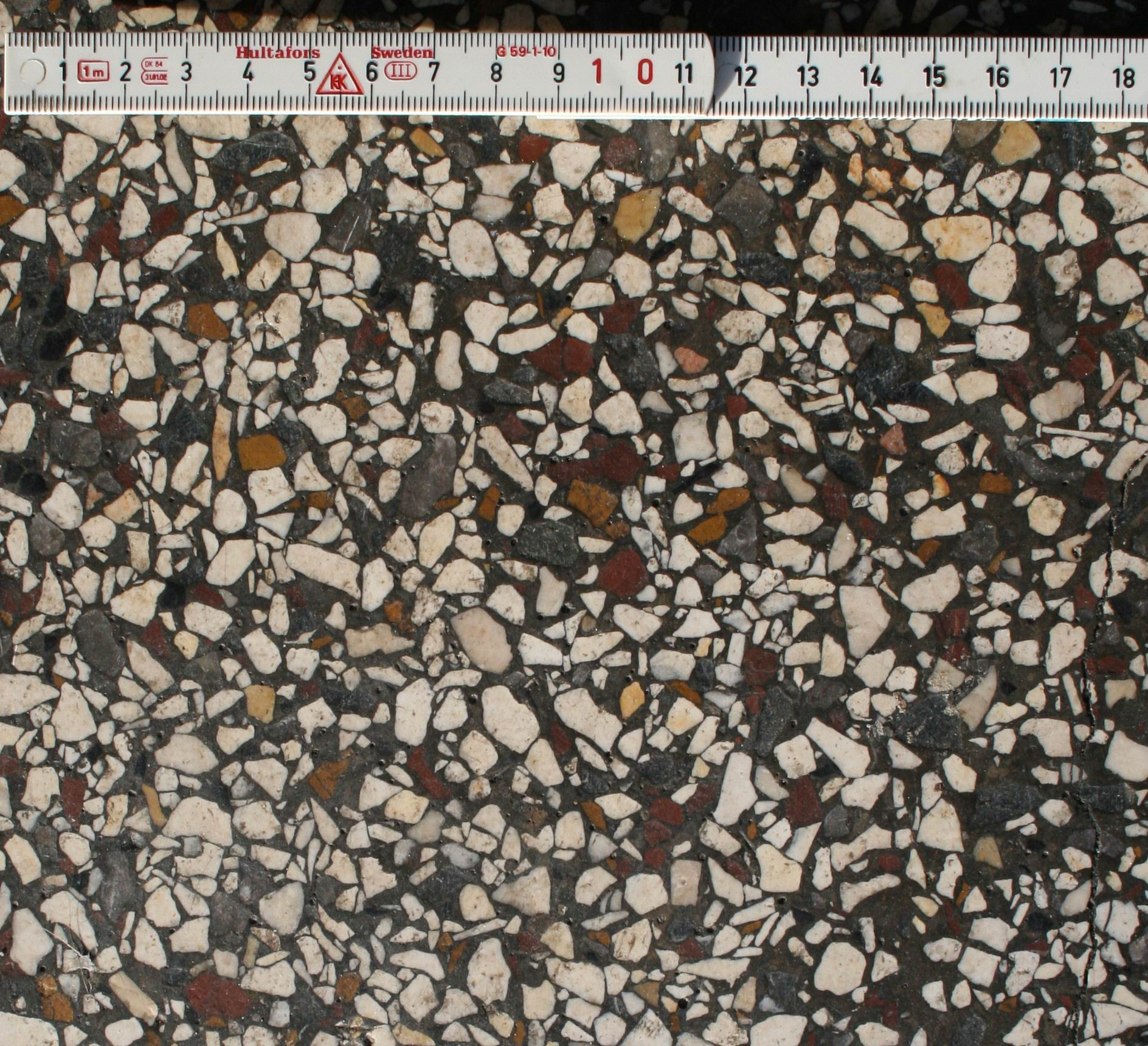
Terrazzoboden aus der Zeit um 1900

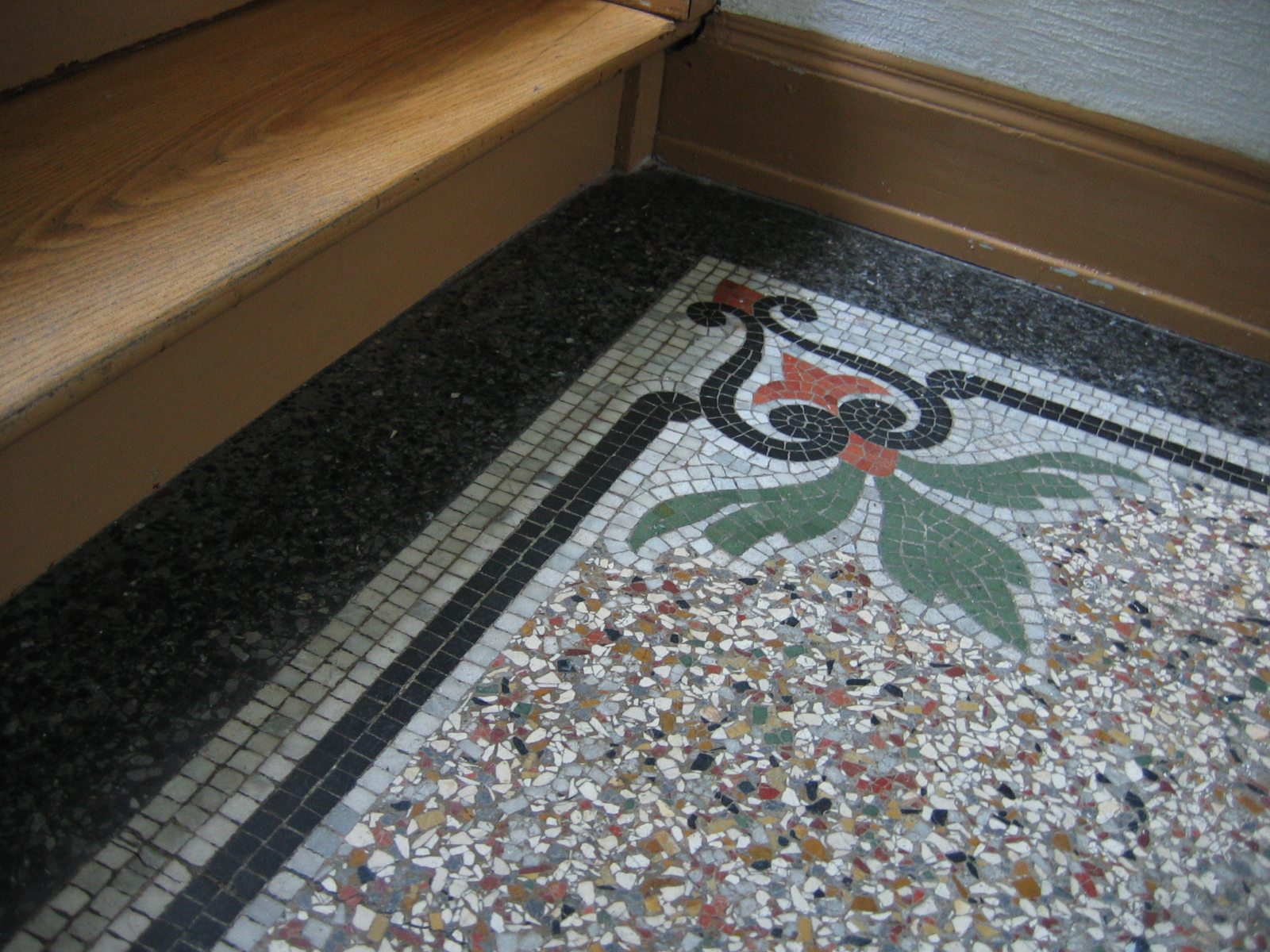
Ornament im Terrazzoboden

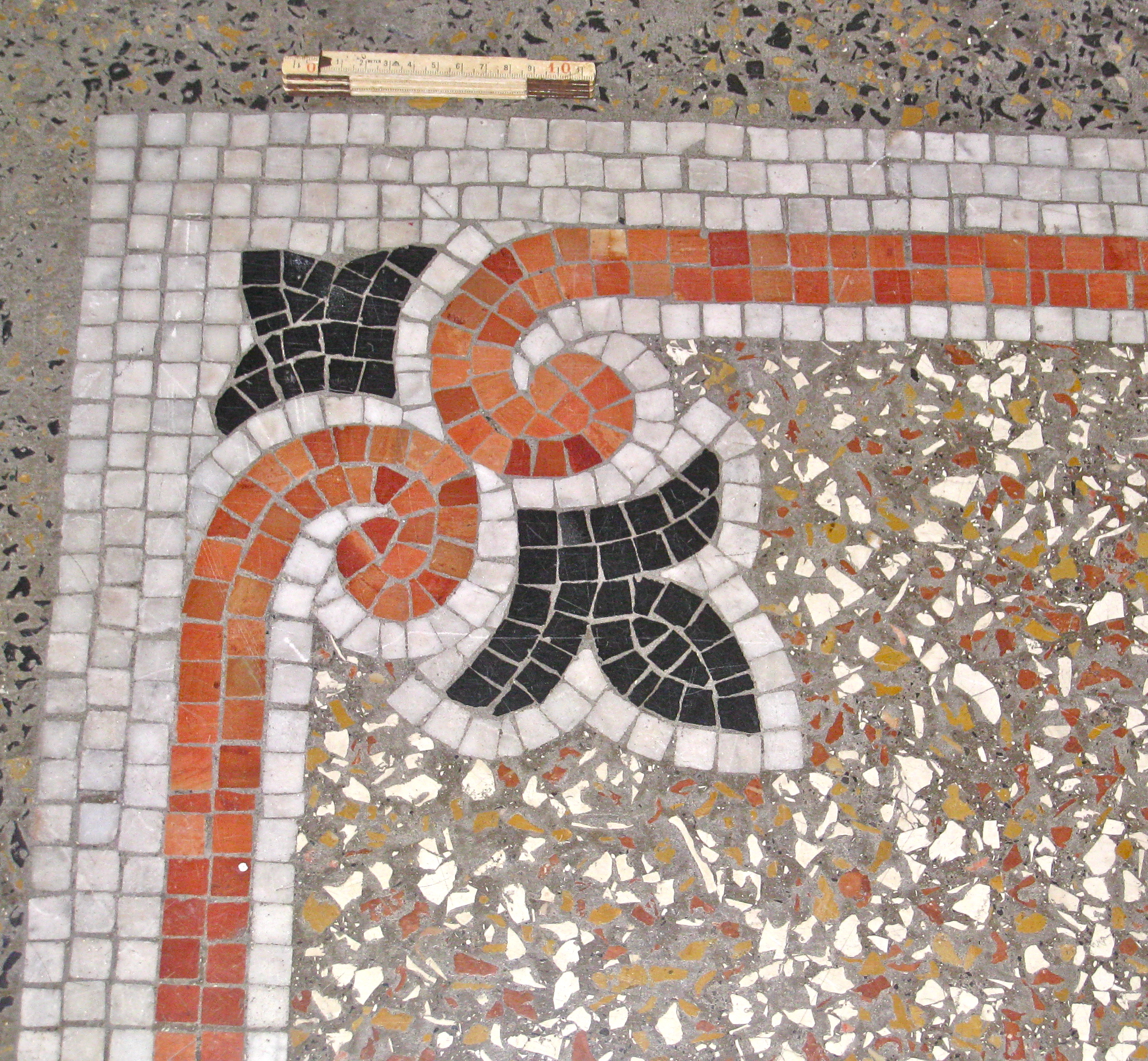
Terrazzo Zürich 1898

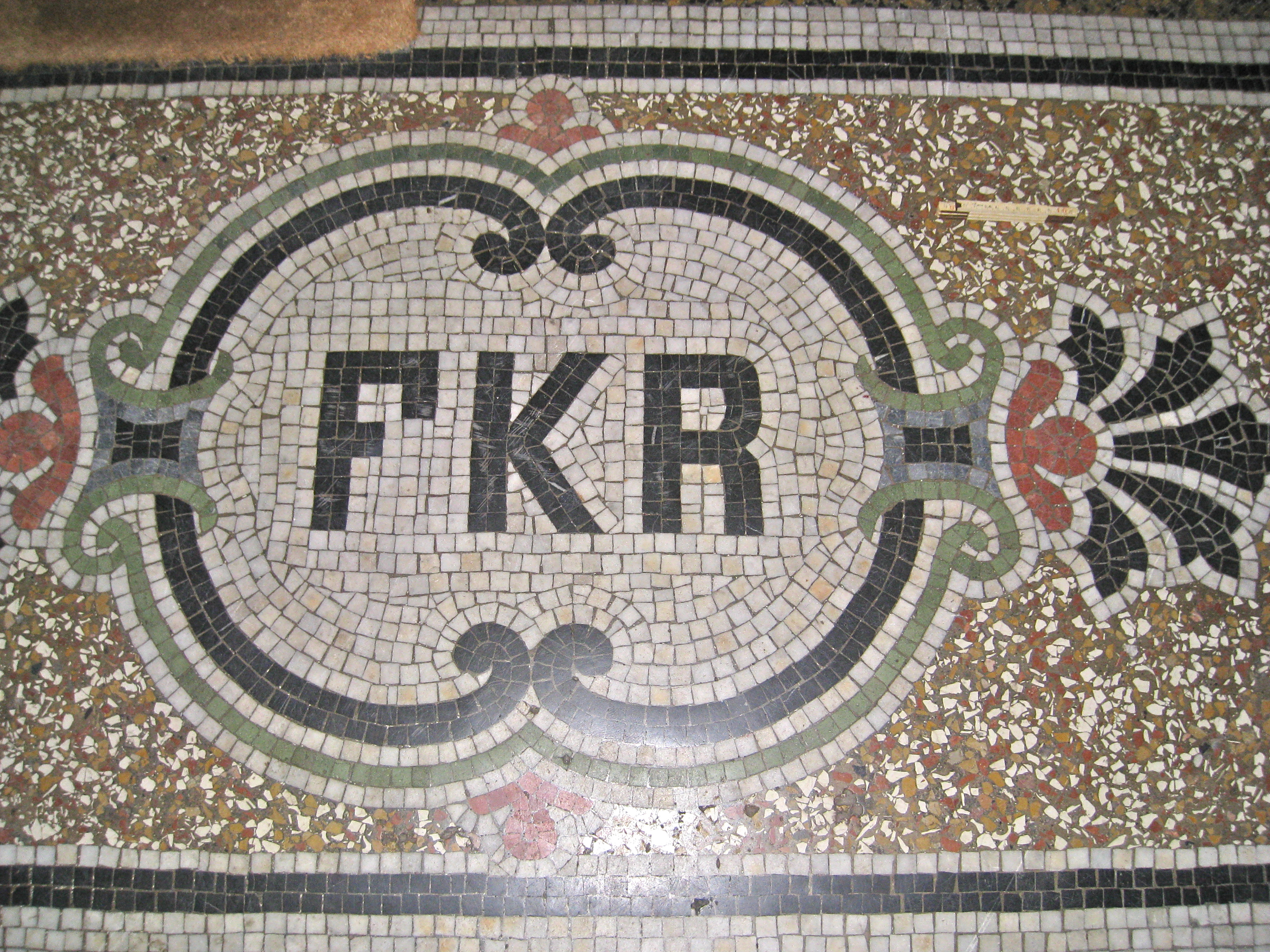
Terrazzo-Boden im Treppenhaus Klosbachstrasse 150, 8032 Zürich, erbaut 1898 vom Tessiner Baumeister Francesco Righini (1837–1914) für sich und seine Frau Katharina geb. Steinbrecher (1838–1925)

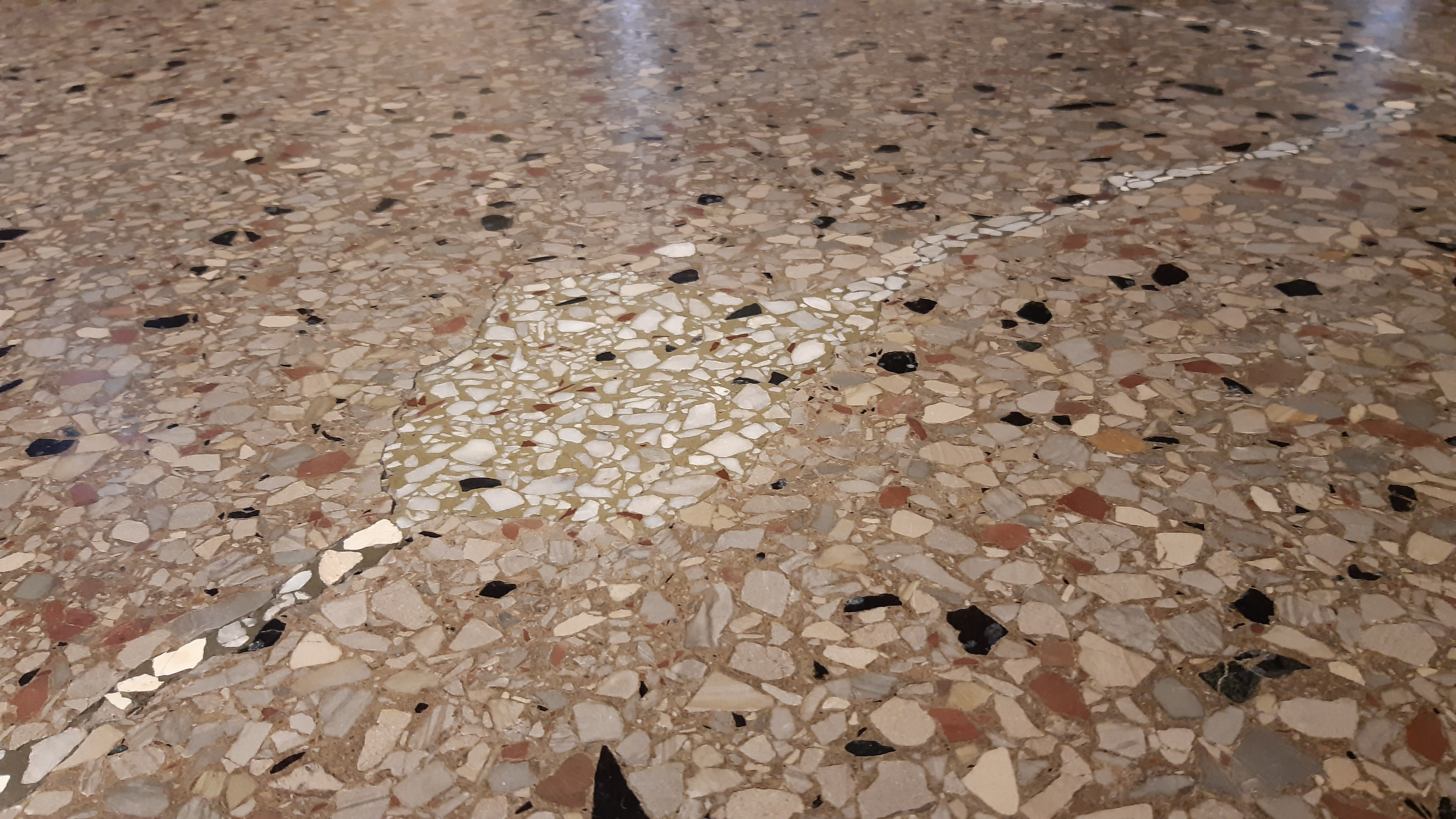
Terrazzoboden mit Reparatur im Naturkundemuseum Berlin

Terrazzoboden neueren Datums

Terrazzoböden gab es bereits in der griechischen und römischen Antike, womöglich noch früher, sowie etwa zur gleichen Zeit auch in außereuropäischen Kulturen, so etwa die Arga-Technik in Tibet.
Der zur römischen Kaiserzeit verwendete Betonmörtel Opus signinum wurde häufig aus Ziegelbruch und anderen weichen Zuschlägen hergestellt und konnte bei Verwendung als Fußbodenbelag leicht geschliffen werden.
Terrazzoböden aus Opus signinum fanden sich in hervorragender künstlerischer Ausführung wie auch in einfacher Machart ebenso in den Städten wie in den Landgütern der Provinzen und Militärposten entlang der Grenzen.
Neben Ziegelbruch wurden typischerweise Marmor, Kalkstein und Dolomit als Zuschlagstoffe verwendet. Es wurden aber auch früher schon bei hochbelasteten Böden härtere Materialien wie Granitsplitt, Moränen- oder Flusskiese verwendet. Eine erneute Blüte erlebte Terrazzo im Italien der Renaissance, beispielhaft etwa in den Palästen Venedigs. In Italien wurde er früher mit Bezug auf das verwendete Marmormehl „composto terrazzo marmorino“ genannt.
Heute heißt Terrazzo dort allgemein „Terrazzo alla veneziana“, weil er im Gebiet von Venedig und Triest häufig historisch verbaut wurde. Der historische venezianische Pastellone ist ein dreilagiger Kalkmörtelboden, der in drei Schichten aufgetragen wird und aus Cocciopesto (Luftkalkmörtel mit Ziegelmehl), feinen Kiesen, Splitt und Marmormehl besteht. Die oberste Schicht wird wie bei anderen Kalkpress- und Glättetechniken mit der Kelle gespachtelt und verdichtet und in mehreren Durchgängen mit Leinöl getränkt und poliert.
Über den Kirchenbau im Mittelmeerraum hielt Terrazzo erneut verstärkten Einzug in Mitteleuropa und wurde im Laufe der Zeit auch in anderen öffentlichen Gebäuden als belastbares, funktionelles und schmückendes Bauelement eingesetzt.
In der Gründerzeit und um die Jahrhundertwende 1900 fanden Terrazzoböden ihre weiteste Verbreitung, nicht nur in Wohnbauten, sondern auch in öffentlichen Gebäuden wie Kirchen oder Bahnhöfen. Dabei wurden häufig verschiedenfarbige Flächen miteinander kombiniert und zusätzlich noch Ornamente oder auch Inschriften aus Mosaiksteinen eingelegt. Dagegen wurden spätere Böden eher einfarbig gestaltet, jedoch in der ersten Hälfte des 20. Jahrhunderts vielfach in beanspruchten Bereichen des Wohnungsbaus eingesetzt, etwa in Treppenhäusern, Küchen und Bädern. Auch im deutschen Wiederaufbau der Zeit nach dem Zweiten Weltkrieg wurden sehr häufig Terrazzoböden verlegt, inzwischen aber auch in Form sogenannter „Terrazzo-Platten“. Terrazzo wurde nicht nur für ebene Bodenflächen, sondern auch für Treppen verwendet, die entweder gegossen oder aus fertigen Terrazzostufen aufgebaut wurden. Auch Spülbecken oder Tischplatten stellte man aus dem dekorativen Material her.
Ab den 1960er-Jahren verdrängten zunehmend billigere, industriell hergestellte Produkte wie Keramikfliesen, Teppichboden und PVC die Terrazzoböden aus dem Massenmarkt. Mancherorts wurden sogar bestehende Terrazzoböden mit „modernen“ Belägen abgedeckt, auch weil das Wissen über die Reparaturmöglichkeit von Schäden verloren gegangen war. In jüngerer Zeit wurde Terrazzo für hochwertige Wohnbereiche wiederentdeckt. Durch die Verwendung von rein mineralischen Stoffen ist die Gefahr von Ausdünstungen nicht gegeben. Bei vielen historischen Bauten sind Terrazzoböden noch erhalten und in einem guten Zustand, was ihre Haltbarkeit belegt.
Aber auch beschädigte oder später mit anderen Belägen überdeckte Flächen können wieder restauriert werden. Beispielsweise werden Reste von Kleber und Mörtel, wie sie z. B. von aufgeklebten PVC-Böden oder Fliesen zurückgeblieben sind, abgeschliffen und die Oberfläche neu poliert. Die Ergänzung von Fehlstellen verlangt einige Erfahrung, da durch die richtige Auswahl von Farb- und Zuschlagstoffen das Aussehen des alten Belags möglichst genau getroffen werden muss. Mit den entsprechenden Kenntnissen ist es aber durchaus möglich, selbst große Fehlstellen unauffällig zu ergänzen oder neue Bodenflächen passend zu vorhandenen zu erstellen, wie es z. B. bei Veränderungen am Grundriss eines Gebäudes notwendig werden kann. Abgesehen von Anforderungen des Denkmalschutzes lassen auch die große Haltbarkeit, leichte Pflege und das heute wieder geschätzte Aussehen von Terrazzo die Instandsetzung lohnend erscheinen.

## Eigenschaften
Terrazzo besitzt gegenüber anderen Belägen meist Vorteile in Bezug der Tragfähigkeit, Gebrauchstauglichkeit und vor allem Lebensdauer. Er besteht aus mineralischen Werkstoffen, nimmt kaum Wasser auf und die sichtbare Oberlage ist relativ dick. Die Werkstoffauswahl beeinflusst Härte und Resistenz im Einzelfall. Zudem besteht – ähnlich wie bei massivem Parkett – die Möglichkeit zur Aufarbeitung der Oberfläche durch Schleifen und Polieren.

## Handelsbezeichnungen
In Deutschland wird Terrazzo seit einiger Zeit auch unter der italienischen Bezeichnung Terrazzo alla Veneziana angeboten, obwohl es sich häufig um epoxydharzgebundene Massen handelt.

## Herstellung
Traditionell wird Terrazzo vor Ort aus Bindemitteln und Zuschlagstoffen (meist ab 5 mm Korngröße) trocken gemischt, mit Wasser und hydraulischen Kalken oder Zement vermengt. Durch Zumischung von Pigmenten und verschiedenfarbigen Zuschlägen kann die Farbigkeit des Bodens beeinflusst werden.
Als Zuschläge dienen Steinmehle, Sande und Kies oder Splitt mit Korngrößen bis 8 oder 16 mm. Insbesondere Gesteinsmehle beeinflussen auch die Farbe der Matrix, während andersfarbige gröbere Zuschläge nach dem Schleifen als Punkte sichtbar werden. Um das Schleifen des Bodens zu vereinfachen, wurden früher meist weiche Zuschlagstoffe wie Brechsand und Splitt aus Kalkstein verwendet.
Früher wurde Terrazzo generell als Verbundestrich direkt auf dem Untergrund aufgebracht. Heute werden Terrazzoböden auch auf Wärme- und Trittschalldämmung sowie auf Fußbodenheizung verlegt und auch als vorgefertigte Platten angeboten, die wie Bodenfliesen verlegt werden.
Bei aufwendiger gearbeiteten Böden können auf die homogene Fläche anschließend weitere Granulate aufgestreut oder Mosaiksteine eingebracht werden. Die aufgetragene Schicht wird mit Walzen verdichtet. Durch Schleifen werden die Körner der Zuschläge sichtbar und bestimmen so das Erscheinungsbild des Bodens.
Bis zum ersten Schliff ist eine Abbinde- und Ruhezeit erforderlich. Früher wurde teilweise Luftkalk als Bindemittel eingesetzt, wodurch bis zur vollständigen Aushärtung mehr als ein halbes Jahr vergehen konnte.
Vor der abschließenden Behandlung der Oberfläche können Vertiefungen und Fehlstellen mit Spachtelmasse ausgeglichen werden. Zur Verfeinerung und Verstärkung des Glanzeffektes sind weitere Spachtelungen und Schliffe möglich.
Terrazzoböden können durch die Zugabe von korrosionsfesten Metallspänen oder Graphitzugaben elektrisch leitend hergestellt werden. Diese Methode wird heutzutage beispielsweise in Operationssälen angewendet, um elektrostatische Aufladungen zu vermeiden. Die Aufladung wird durch eine eingearbeitete geerdete Metallgittermatte abgeleitet.
Anstelle von Kalk und Zement kann wie bei Gussasphalt auch Hartbitumen als Bindemittel verwendet werden. Durch die Plastizität und Zugfestigkeit des Bitumens kann die Dicke der Terrazzoschicht auch auf elastischen Zwischenschichten auf 3 bis 4 Zentimeter reduziert werden. Je nach Zuschlägen ist Gussasphalt wasser-, gas- und wasserdampfdicht. Die Wärmeleitzahl ist mit 0,7 bis 0,9 W/(m*K) niedriger als etwa bei Beton mit 2,10 W/(m*K).

## Oberflächenbehandlung
Ein Kriterium für die Auswahl der Pflegemethoden ist die Zusammensetzung.

### Klassische Methoden
Geschliffene Terrazzoböden wurden im Altertum mit einem Gemisch aus Terpentin und Bienenwachs eingerieben. Terpentin oder auch Kanadabalsam wird aus frischem Baumharz gewonnen. Nach dem Anschneiden der Rinde wurde das ausgetretene Harz gesammelt, grob gereinigt und anschließend destilliert. In der Vorlage sammelt sich Terpentin, als Rückstand verbleibt Kolophonium. Anschließend wurde gereinigtes Bienenwachs erwärmt, bis eine dickflüssige Masse entstand. Dieses Wachs wurde langsam in das Terpentin eingerührt, bis eine pastöse Masse entstand, die in verschlossenen Gefäßen auskühlte. Diese Paste wurde von Hand mehrfach, bis zur Sättigung, auf den Boden aufgetragen. Dies führte zu einer Farbintensivierung des Bodens, der nach dem Polieren mit einer Bürste seidenmatt glänzte. Diese Art der Einpflege wird häufig in Bauwerken unter Denkmalschutz genutzt.
Wer sich das teure Terpentin nicht leisten konnte, griff auf Leinöl zurück. Es dringt tiefer in die Poren ein. Der Terrazzo wurde mit dem Leinöl getränkt, bis er nichts mehr aufnahm und die Poren „dicht“ waren. Das Leinöl polymerisierte aus und erhärtete. Danach wurde nachpoliert. Leinöl kann ausbleichen, deswegen kann es je nach Sonneneinstrahlung zu Farbveränderungen kommen. Um diesen Effekt zu verringern, hatte man bereits früher das Leinöl ausgebreitet und monatelang dem Sonnenlicht ausgesetzt, was zu einer Verdickung und Bleichung führte. Dann gab man wieder Terpentin als Lösungsmittel hinzu und trug die Schicht wie beschrieben auf. Wie bei den Wachsen ist eine fleckenfreie Grundreinigung kaum zu erzielen. Eine Unterhaltsreinigung kann nach der Aushärtung mit wachshaltigen Mitteln wie zuvor genutzt werden.
Beide vorgenannten Verfahren sind heute noch im Gebrauch, aber relativ teuer und nur bei ausgetrockneten Verbundkonstruktionen zu verwenden. Auch die Geruchsbelästigung ist nicht zu unterschätzen. Terpentin ist zwar natürlichen Ursprungs, aber trotzdem ein gesundheitsschädliches Lösungsmittel.
Auf klassische Art eingepflegte Böden werden am besten mit einem wachshaltigen Reinigungsmittel gesäubert, was die Rutschsicherheit bei Nässe erhalten und unter Umständen sogar erhöhen kann. Der Boden muss dann regelmäßig mit einer trockenen Naturbürste aufpoliert werden. Dagegen führen Polymerwischpflegen oder Alkoholreiniger in der Regel zu einer Schleierbildung und gefährden damit die Rutschsicherheit bei Nässe. Problematisch ist die Grundreinigung dieser alten Beläge auch deshalb, weil alte Wachse selbst mit hochalkalischen Produkten nicht aus den Porenräumen entfernt werden können und eine unerwünschte Fleckbildung möglich ist.

### Industrialisierung
Durch die elektrischen Schleifmaschinen wurden Terrazzoböden immer populärer und wurden auch nicht mehr nur in gehobenen Bereichen eingesetzt. Die klassischen Einpflegemethoden waren in der Regel zu teuer und sie wurden nach der Verlegung lediglich mit Seife gereinigt und aufgebürstet. In der gebrauchsfertigen Seifenlauge entstehen durch die Mineralien im Wasser unter anderem schwerlösliche Verbindungen, die man auch als „Rand“ vom Waschbecken her kennt. Diese „Kalkseifen“ sind weich und gut auspolierbar bis zum Seidenglanz. Früher verwendete man einen Bohnerklotz aus Eisen, mit dem der Boden aufpoliert wurde. Der Nachteil der Seife ist die permanente Schichtbildung und eine natürliche Vergrauung der Beläge. Diese Nachteile können durch regelmäßige Grundreinigungen ausgeglichen werden.

### Nachkriegszeit bis heute
In der Zeit des Wirtschaftswunders wurden auch Hartpolymere auf die Böden aufgetragen, die aber nur sehr schwer entfernbar und nicht mit Seife zu verwechseln sind. Es sind viele Fälle bekannt, in denen mit einem Spachtel eine dicke Schicht „Glänzer“ entfernt werden musste, bevor der Terrazzo schleifbar war. Die Schleifkörper hätten sich ohne Entfernung dieser Schicht sofort zugesetzt. Normale Bodenwischpflege kann die Optik in der Regel nicht verbessern, denn Seife schmiert darauf generell.
In den 1950er und 1960er Jahren war es eine gängige Methode, den geschliffenen Boden mit verdünnter Säure zu reinigen und dann mit einem Wachsfluat einzulassen. Die eigene Herstellung des Wachsfluats durch die Terrazzoverarbeiter war gesundheitsgefährdend, wenn Wachskerzen kalt in gesundheitsschädlichem und karzinogenem Trichlorethylen aufgelöst wurden. Oft helfen Produkte aus der Holzpflege auf Lösemittelbasis zur Ausführung einer Grundreinigung und Nachbearbeitung. Aber auch in diesen Fällen ist es notwendig, mit dem Auftraggeber die Risiken (Glätte, Lösemittel, Flecken) zu besprechen und schriftlich festzuhalten.
Nachdem der Terrazzo im Nachkriegsdeutschland als minderwertiger Boden galt, hat er in den letzten Jahren mehr und mehr Zuspruch erfahren, auch wegen modernerer Unterkonstruktionen, durch die keine Feuchtigkeit nach „unten“ abgeleitet werden kann. Auch die Oberflächen haben sich geändert. Von der ursprünglich matten Ausführung geht der Trend zum Hochglanz.
Zur „modernen“ Einpflege in Privatbereichen gibt es mehrere Ansätze, je nach Unterbau. Generell soll der Terrazzo vor einer Weiterbehandlung vollkommen ausgetrocknet sein, um Sekundärschäden zu vermeiden. Außerdem kann eine zu frühe Einpflege die Hydratation und Karbonatisierung der Oberfläche stark verändern, was zu erhöhtem Abrieb oder fleckiger „Tigerfelloptik“ führen kann. In Gewerbeobjekten kann es durch Einpflegemaßnahmen zu einer drastischen Verschlechterung der eingestellten Rutschsicherheit kommen, weshalb diese vorher mit dem Auftraggeber und den zuständigen Behörden abgeklärt werden sollten.

### Imprägnieren
Auf absolut trockenem und sauberem Untergrund kann z. B. ein wasserlöslicher Fleckschutz nach Herstelleranweisung aufgetragen werden. Vorteil dieses Systems ist die leichte Entfernung der überschüssigen Mittel und die lösemittelfreie Zusammensetzung. In den meisten Fällen erreicht dieser Grundschutz seine volle Wirksamkeit nach etwa drei Tagen, in denen nur trocken gereinigt werden sollte. Eine derartig behandelte Fläche kann nur bedingt mit klassischer Seifenlauge gereinigt werden. Durch die mangelhafte Ankettung der Pflegekomponenten an einer imprägnierten Oberfläche ist eine Überdeckung der Gebrauchsspuren kaum möglich. In diesem Fall wäre ein rückstandsfreies Reinigungssystem besser. Die Dosierung muss in der Regel höher eingestellt werden als bei nicht imprägnierten Flächen. Ursache ist die hydrophobe Eigenschaft der Imprägnate. Die Fleckempfindlichkeit sinkt, die Schmutzanhaftung steigt, insbesondere bei organischen Schmutzen, wie zum Beispiel Ruß aus Gummisohlen.

### Seife
Die alleinige Verwendung eines Seifenreinigers vom ersten Tag an ist die sicherste Methode und kann auch bei noch leicht feuchten Böden verwendet werden. Nachteilig ist es, dass es ziemlich lange dauern kann, bis sich ein effektiver Pflegefilm gebildet hat. Natürliche Seife reagiert mit der Wasserhärte. Je weicher das Wasser, desto länger dauert es, bis sich ein Pflegefilm gebildet hat.

### Wachsen
Die Verwendung von sogenannten „Wachsfluaten“ wird heute noch oft durchgeführt und ist nicht ohne Risiken und Nachteile. Allein die enthaltenen Lösemittel, je nach Hersteller, können starke Allergien auslösen. Ein ungleichmäßiger Auftrag der Wachsfluate kann zu einer Verfleckung führen. Jeder Reinigungsprofi kennt das Problem der sogenannten „Verstrichungen“ durch Schuhe auf einer gewachsten Oberfläche. Eine ordentliche Reinigung und Pflege ist nur mit lösemittelhaltigen Produkten, die auch bei gewachstem Parkett benutzt werden, möglich. Seifen oder Polymerwischpflegen führen auf einer gewachsten Oberfläche in der Regel zu Schlieren. Über Fußbodenheizungen ist diese Methode nicht empfehlenswert.

### Nasskristallisation
Statt Fluorsilikat wird in der Regel Kleesalz als Poliermittel benutzt. Dieses bereits in früher Zeit als Poliermittel benutzte Salz bildet an der Oberfläche eine dünne glänzende Schicht aus Calciumoxalaten. Es ist auch die Standardmethode zum Polieren von Kalksteinen und Marmoren.

### Beschichtung
Aus der Gebäudereinigung gibt es eine Vielzahl von Porenfüllern und Pflegemitteln auf Basis von Weichpolymeren, die als Einpflege genutzt werden können. Der Vorteil dieser Mittel ist wie bei der Seife die leichte Entfernbarkeit. Nachteilig ist unter anderem die geringere Resistenz gegenüber Alkohol, der sich in Glasreinigern befindet, oder den noch im Boden vorhandenen Alkalien, die die Beschichtung angreifen können.

### Fluatierung mit Fluorsilikat
Um eine hochglänzende Oberfläche zu erreichen, kann nach der vollständigen Austrocknung der Boden „kristallisiert“ werden. Mit Hilfe des klassischen Kristallisationsverfahrens mit (Magnesiumhexa-)Fluorsilicat (Fluatierung) kann bei einem vorgeschliffenen Terrazzo mit kalkhaltigen Zuschlagsstoffen eine in der Regel geschlossenere und glänzendere Oberfläche durch eine chemische Reaktion zwischen dem Kristallisationsmittel und dem Gestein erzeugt werden. In diesem Verfahren bilden sich die wasserunlöslichen Magnesiumfluoride, Calciumfluoride, Silikatgel (keine großen Quarzkristalle) und das flüchtige Kohlendioxid entsprechend der Reaktionsgleichung:
MgSiF6 + 2 CaCO3 {\displaystyle \longrightarrow } MgF2 + 2 CaF2 + SiO2 + 2 CO2
Die daraus entstandene Oberfläche setzt sich aus Calciumfluorid (CaF2), Magnesiumfluorid (MgF2) und eingelagerten Quarzen (SiO2) zusammen und ist in der Regel gering wasserdurchlässig. Die erzielbare Schichtdicke ist je nach Gestein und Sorgfalt stark unterschiedlich (max. 50 µm). Dies erfolgt in Kombination mit einer maschinellen Wärmezufuhr mit speziellen Pads aus Edelstahl oder Kunststoff. Das Verfahren funktioniert bei Hartgestein-, Dolomit- oder Dolomitmarmorzuschlägen nicht. Einen Grundschutz bietet dieses Verfahren nicht. Eine pflegende Reinigung führt in der Regel zu Putzstreifen.